# 相原雅憲
相澤 雅憲（あいはら まさとし、1951年（昭和26年）6月16日 - ）は、日本の実業家。昭和電線ホールディングス株式会社社長。

## 経歴
- 出身地は東京都。1974年（昭和49年）3月中央大学法学部を卒業。
- 1974年（昭和49年）4月 昭和電線株式会社（現昭和電線ホールディングス）に入社。
- 2003年（平成15年）6月 総務部長。
- 2006年（平成18年）4月 管理本部総務統括部長。6月 管理本部総務統括部長兼企画本部人事統括部長。
- 2007年（平成19年）6月 取締役内部統制推進室長兼監査室長。
- 2008年（平成20年）6月 取締役 監査統括部長。2009年（平成21年）6月常務取締役。
- 2011年（平成23年）6月 代表取締役社長（現任）。